# 海原みどり
海原 みどり（かいばら みどり、1961年6月28日 - ）は、日本のフリーアナウンサー。元大分放送（OBS）アナウンサー。大分県東国東郡武蔵町（現：国東市）出身、血液型はO型、星座はかに座。西南学院大学卒業、1984年OBSに入社。2021年定年退職。元アナウンス部長。現在、福岡県福岡市にあるタレント事務所パインズに所属。

## 担当番組
〈ラジオ〉
- 情熱ライブ!Voice（月曜午前）
- 明日の私（月）
- グリーン・アワー〜あなたと一緒にガーデニング〜（土）
- たんねるけん！（土・隔週）

## 過去の担当番組
〈ラジオ〉
- えんぴつの詩[1]
- 歌の花かご[1]
- 九州、沖縄ビックリアイランド[1]
- アジアの学校（土）
- 私の作文（月～金）
- 歌のない歌謡曲（月～金）
- 神戸輝夫のアジア紀行
- 協会けんぽ 毎日健康～ミドリさんの健康日記～（火）
- おはなしの森
- ごごらくワイド（木・金）
- おくすりの時間（火）
- 大分県しらしんけん　こたえるけん（第1・第3土曜）
- オトナ女子塾（日）
- OBSおはなしワールド（日）
- スタート！（木・金）
- 大分県倫理法人会〜幸せの切符〜（月）
- グリーン・アワー〜あなたと一緒にガーデニング〜（土）
- たんねるけん！（土・隔週）

〈テレビ〉
- OBSニュースライン
- ザ・ベストテン OBS追っかけウーマン
- おおいたデジタル紀行ナレーション（日）